# کلکتا
کلکتا (به ایتالیایی: Calcata) یک منطقهٔ مسکونی در ایتالیا است که در استان ویتربو واقع شده‌است.

## خصوصیات
کلکتا ۷٫۶۷ کیلومترمربع مساحت و ۸۸۵ نفر جمعیت دارد و ۱۷۲ متر بالاتر از سطح دریا واقع شده‌است.